# Coenosia munroi
Coenosia munroi este o specie de muște din genul Coenosia, familia Muscidae, descrisă de Mary Katherine Curran în anul 1935. Conform Catalogue of Life specia Coenosia munroi nu are subspecii cunoscute.